# العلاقات التونسية الناميبية
العلاقات التونسية الناميبية هي العلاقات الثنائية التي تجمع بين تونس وناميبيا.

## مقارنة بين البلدين
هذه مقارنة عامة ومرجعية للدولتين:
| وجه المقارنة                                              | تونس                                       | ناميبيا      |
| --------------------------------------------------------- | ------------------------------------------ | ------------ |
| المساحة (كم2)                                             | 163.61 ألف                                 | 825.62 ألف   |
| عدد السكان (نسمة)                                         | 11.53 مليون                                | 2.53 مليون   |
| الكثافة السكانية (ن./كم²)                                 | 70.47                                      | 3.06         |
| العاصمة                                                   | تونس                                       | ويندهوك      |
| اللغة الرسمية                                             | اللغة العربية                              | لغة إنجليزية |
| العملة                                                    | دينار تونسي                                | دولار ناميبي |
| الناتج المحلي الإجمالي (بليون دولار)                      | 40.26 مليار                                | 13.24 مليار  |
| الناتج المحلي الإجمالي (تعادل القوة الشرائية) بليون دولار | 129.05 مليار                               | 25.60 مليار  |
| الناتج المحلي الإجمالي الاسمي للفرد دولار أمريكي          | 3.87 ألف                                   | 4.67 ألف     |
| الناتج المحلي الإجمالي للفرد دولار أمريكي                 | 11.44 ألف                                  | 9.96 ألف     |
| مؤشر التنمية البشرية                                      | 0.721                                      | 0.628        |
| رمز المكالمات الدولي                                      | +216                                       | +264         |
| رمز الإنترنت                                              | .tn                                        | .na          |
| المنطقة الزمنية                                           | ت ع م+01:00، توقيت وسط أوروبا، ت ع م+02:00 | ت ع م+02:00  |

## منظمات دولية مشتركة
يشترك البلدان في عضوية مجموعة من المنظمات الدولية، منها:
| علم المنظمة | اسم المنظمة                                                | تاريخ انضمام تونس | تاريخ انضمام ناميبيا |
| ----------- | ---------------------------------------------------------- | ----------------- | -------------------- |
|             | البنك الدولي للإنشاء والتعمير                              | 14 أبريل 1958     | 25 سبتمبر 1990       |
|             | يونسكو                                                     | 8 نوفمبر 1956     | 2 نوفمبر 1978        |
|             | مؤسسة التمويل الدولية                                      | 25 يوليو 1962     | 25 سبتمبر 1990       |
|             | منظمة حظر الأسلحة الكيميائية                               | ?                 | ?                    |
|             | منظمة التجارة العالمية                                     | ?                 | ?                    |
|             | الاتحاد الأفريقي                                           | ?                 | ?                    |
|             | الاتحاد البريدي العالمي                                    | ?                 | ?                    |
|             | وكالة ضمان الاستثمار متعدد الأطراف                         | 7 يونيو 1988      | 25 سبتمبر 1990       |
|             | الاتحاد الدولي للاتصالات                                   | 14 ديسمبر 1956    | 25 يناير 1984        |
|             | منظمة الشرطة الجنائية الدولية                              | ?                 | ?                    |
|             | الأمم المتحدة                                              | 12 نوفمبر 1956    | 23 أبريل 1990        |
|             | البنك الإفريقي للتنمية                                     | ?                 | ?                    |
|             | العملية المشتركة للاتحاد الأفريقي والأمم المتحدة في دارفور | ?                 | ?                    |

## وصلات خارجية
- موقع وزارة الخارجية التونسية